# Ка Сабиони (Венеција)
Ка Сабиони (итал. Ca' Sabbioni) је насеље у Италији у округу Венеција, региону Венето.
Према процени из 2011. у насељу је живело 562 становника. Насеље се налази на надморској висини од 1 м.